# Тарасовка (Черниговский район)
Тарасовка (укр. Тарасівка) — село,
Панфиловский сельский совет,
Бердянский район,
Запорожская область,
Украина.
Код КОАТУУ — 2325585705. Население по переписи 2001 года составляло 145 человек.

## Географическое положение
Село Тарасовка находится на левом берегу реки Юшанлы,
выше по течению на расстоянии в 2,5 км расположено село Нельговка,
ниже по течению на расстоянии в 4,5 км расположено село Боевое.

## История
- 1862 год — дата основания.